# Вітеллій
Авл Віте́ллій Герма́нік А́вгуст (лат. Aulus Vitellius Germanicus Augustus), уроджений Авл Вітеллій (24 вересня 15 — 22 грудня 69) — римський імператор, який правив з 17 квітня 69 до 20 грудня того ж року. Був одним з імператорів 69 року, «року чотирьох імператорів».

## Походження та родина
Авл Вітеллій народився 7 вересня 15 року.
Батько — Луцій Вітеллій Ветеріс, консул і губернатор Сирії за часів Тиберія. Після свого консульства, Луцій Вітеллій (до речі, саме він усунув з посади Понтія Пілата) став губернатором Сирії, де він провів блискучу військову кампанію в Вірменії і не менш блискучі переговори з парфянскою імперією.
Мати — Секстилія.
У нього був також один брат, Луцій Вітеллій молодший.
Светоній записав, що, коли Вітеллій був народжений, його гороскоп так налякав батьків, що батько намагався запобігти тому, щоб Авл став консулом.
Вперше він одружився до 40-го року з Петронією, дочкою Публія Петронія екс-консула, від якої у нього був син Авл Вітеллій Петроніанус, сліпий на одне око.
Вдруге він одружився близько 50-го року з Галерією Фунданою, імовірно, внучкою Гая Галерія, префекта Єгипту в 23-му році. Від неї у нього було двоє дітей, син на ім'я Авл Вітеллій Германік або Новіс,  і дочка Вітеллія, яка одружилась з легатом Децимом Валерієм Азіатіком.

## Політична та військова кар'єра
Луцій Вітеллій був одним з найважливіших придворних в Римі, і немає нічого дивного в тому, що його син мав легку кар'єру. Він був консулом в перші шість місяців 48-го року, у той час йому було 33 роки. Авл Вітеллій також займав інші посади в мінімальний вік, наприклад: квестор у 40, і претор у 45. Однак, це були не тільки заслуги його батька, котрий допоміг піднятись сину. Авл займав чільне місце при дворі, завоювавши дружбу імператора Калігули. Коли імператор був убитий в 41 році, Вітеллій започаткував дружбу з його наступником Клавдієм.
В кінці царювання Клавдія, Вітеллій був уже священиком. Можливо, він став наступником свого батька, тому що той помер приблизно в цей же час. Це був останній хід кар'єри, і скоріше за все, Вітеллій не був у числі фаворитів наступника Клавдія Нерона.
В 60/61 роках Авл був губернатором Африки (Туніс), єдиної провінції, що перебувала під владою Сенату. Це було почесне місце і Вітеллій вправно вів свою справу в цьому регіоні.
Наприкінці 68 року імператор Гальба, на загальне здивування, вибрав його командувати армією Нижньої Німеччини. Вітеллій заслужив собі недобру славу скандальними марнотратствами і надмірною добротою, як своєю особисто, так і його підлеглих та солдат. Незабаром це виявилось фатальною помилкою для самого Вітеллія.

## Становлення імператором

### Війна проти Гальби
Коли Вітеллій прибув у свою провінцію в останні дні листопада, то виявив, що Рейнська область була на межі бунту. Єдиний спосіб впоратися з повстанцями-солдатами було дати їм все, що вони вимагали. У подібній ситуації, Юлій Цезар відправляв на пенсію легіонерів (47 р. до н. е.). Вітеллій зробив те ж саме, але, як Тацит зауважує: «все, що він робив, було витлумачено як натяк на щось більше». Наступні покоління вважали, що у Вітеллія вже були плани стати імператором.
1 січня 69, солдати в Нижній Німеччині повстали. У перший день нового року, вони повинні були дати присягу на вірність імператору, але легіони Корнелія Аквіниса і Фабія Валента, V Алаудаї і I Германіка, побили портрети Гальби. Те саме зробили і легіони XV Прімігенія і XVI Гальський.
Вітеллій діяв швидко та ефективно. Він випустив лідера батавів Юлія Цивіліса, котрий був заарештований за звинуваченням у державній зраді, але міг бути корисним: зрештою, було вісім ескаріол допоміжних підрозділів в Галлії, що могли б бути корисними як доповнення до шести легіонів, які заприсяглися на вірність новому імператору.
Вітеллій проголошує, що звільнить імперію від узурпації Гальби і починає карбувати монети, на яких написано «свобода відновлена». Двадцять перший легіон Рапакс, провінція Раетія, провінції Лугдунська Галлія з першим Італійським легіоном перейшли на бік Вітеллія. Галльські громади, як тревіри і лінгони також приєднались до нього. Протягом двох тижнів, Вітеллій був господарем усіх провінцій на північ від Альп, і володів десятьма легіонами. Африка, пам'ятаючи чудове губернаторство, приєдналась до нього. Цього було достатньо для вторгнення в Італію.
До кінця січня, Вітеллій послав дві армії в Італію. Перша з них була під командуванням Авла Цеціни Алієна. Вона складалася з XXI Рапакс, великої частини III Македонського і XXII Плімігенії, також допоміжні загони: близько 30000 воїнів, які повинні були забезпечити дорогу від Верхнього Рейну до Аванш в Швейцарії, через Кол дю Гранд Сен-Бернар і аж до Аости в рівнини Верхнього Po.
Другою армією Вітеллія командувала людина, яка власне і переконала його стати імператором — Фабій Валента. Він взяв п'ятий легіон Алаудае, а також великі частини XV Прімігенія, I Германіка і XVI Галліка. Ця армія взяла шлях з Кельна в Трірі, Меці та Туль, куди прийшли хороші новини: у Римі Гальба запанікував після того, як почув звістку про повстання Вітеллія, втратив підтримку імператорської гвардії і був убитий на форумі.
Наступником Гальби став Марк Сальвій Отон, який успадкував війну проти Вітеллія.

### Війна проти Отона
Армія Фабія Валента об'єдналась з першим Італійським легіоном і вісьмома ескаріолами допоміжних агрегатів. Через деякий час надійшла звістка про те, що три іспанські провінції перейшли на бік Вітеллія.
У той же час Отон почав збирати свою армію: перший допоміжний легіон і легіон XIII Парний, Імператорська Гвардія і 2000 спішно мобілізованих гладіаторів, також йшло підкріплення (VII Галбіана, XI Клаудіа, XIV Геміні). Проте, ця сила була менше, ніж в армії Ценіни. Єдина надія Отона була в тому, щоб знищити армію Ценіни перш, ніж вона могла б об'єднатися з армією Валента.
Ідея цієї стратегії була доволі успішна. Ценіна досяг П'яченци; його армії вдалося перетнути По на конях і прихильники Вітеллія почали брати в облогу місто. Але солдати Отона перемогли своїх ворогів кілька разів, хоча вони ще не були достатньо сильні, щоб приєднатися до вирішальної битви. Реальна проблема була в тому чи Отон був в змозі зібрати своє військо, перш ніж Ценіна і Валент об'єднали б свої сили.
Валент прибув першим. 14 квітня дві армії вступили в бій. П'ятий легіон Вітеллія Алаудае, Італійський і XXI Рапакс переміг XIII Парний легіон Отона і перший допоміжний легіон з імператорської гвардії. Вітеллій, який був в Ліоні, був проголошений «Імператором» своїми солдатами, званням, котре дають переможцям-полководцям.
Отон все ще міг розраховувати на VII Галбіана, XI Клаудія і XIV Геміна, і лояльність по містах Італії. Проте після поразки, 16 квітня, імператор наклав на себе руки. Після битви прибув Вітеллій. Над полем розносився жахливий сморід тління, який його почет не міг витримати. Новий імператор відповів: «Найкраще пахнуть ворожі кістки» (лат. Optime olere occisum hostem — буквально добре відчути сморід убитого ворога, у значенні добрий ворог — мертвий ворог.
Три дні по тому Сенат визнав Вітеллія як єдиного правителя Римської імперії.
30 квітня Вітеллій прийняв владу трибунів, найважливішу ознаку імператорської влади. У той же час, він призначає свого сина, також званого Вітеллієм, як свого наступника і дає своє прізвище Германік.

## Імператор: адміністрація
Незважаючи на своє коротке правління він зробив два важливих вклади в римський уряд.
1. Припинив практику продажу центуріонами відпусток і звільнення від виконання обов'язків.
2. Заборонив астрологів з Риму та Італії 1 жовтня 69. Він уже давно обурювався їхньою «антиримською практикою».

Вітеллій перетнув Альпи, відвідав Турин, і надіслав частину легіонів. Він також призначає Валента та Цаціна консулами.
Через п'ять днів, Вітеллій додав свій третій титул «Імператор».
17 липня, 69 року, Вітеллій прибуває до Риму. Він зустрів свою матір, яка отримала титул Августи і померла кілька днів потому. Звичайно, деякі ворожі джерела вказують, що сам Вітеллій підозрюється в її отруєнні.
Пізніше він приймає титули Августа і Батька Батьківщини, також сан першосвященика. З цього моменту він був Авл Вітеллій Германік, тричі Імператор, Огастес, першосвященик, з тріб повноваженнями, Батько Вітчизни.

## Початок війни
Через деякий час, після його повернення до Риму, прибув посланець зі сходу, повідомивши, що командувач римських сил в Юдеї, Тит Флавій Веспасіан, повстав. Правителі Єгипту і Сирії, Тіберій Юлій Олександр і Гай Ліциній Муціан, вже стали на його бік.
Веспасіан був грізним противником. Він вважався кращим воєначальником Риму, що зіграв важливу роль в завоюванні Британії. Він був посланий у бунтівну провінцію Юдейську, де успішно зламав «хребет» Юдейської війни. Веспесіан мав безпосередній контроль над вісьмома легіонами: його власний V Македонський, X Бурхливий і XV Аполлінарія; єгипетські легіони III Киренаїки і XXII Деіотаріана; і сирійські легіони IV Скіфський, VI Феррата і XII Блискавичний.

### Активна фаза війни
Протягом декількох тижнів багаті провінції в сучасній Туреччині приєднались до Веспасіана. Він вирішив атакувати з трьома легіонами Єгипет, який був основним джерелом їжі для Риму.
Три легіони були укріплені XII Блискавичним з Сирії. Губернатор Сирії Гай Ліциній Муціан повинен був їхати на захід і починати бойові дії з невеликою армією, що складалася з легіона VI Феррати і 13.000 ветеранів. У той же час військово-морський флот на Чорному морі, який встав на сторону Веспасіана, повинен був зайняти Візантію і забезпечити шлях з Азії в Європу.
Вітеллій, однак, ще не був переможений. III Аугуста в Африці відразу ж встала за нього. Він відразу відправив війська назад до Рейну і замовив додаткові вербування в місті і серед воїнів племені батавів. У той же час, лист від Веспасіана був доставлений до Юліуса Цивіліса, лідера батавів: обидва воювали у Британії, і новий імператор просив свого колишнього союзника піти пліч-о-пліч з ним.
Будучи паралізованим великою війною на півночі, Вітеллій не міг послати армію на Балкани: йому довелося чекати, поки армія Веспасіана не приїде, але проблема була в тому, що невідомо куди саме вдарить ворог. Оскільки його супротивник мав флот, він міг вторгнутися в «п'яту» Італії; але він також може атакувати Італію на півночі. У цій складній ситуації, прийшли погані новини: легіони нижнього Дунаю, VII і VIII Клаудіа Аугуста, які підтримали Отона, наслідували приклад Третього легіону Галіка, і встали на сторону Веспасіана. Легіони середнього Дунаю, VII Галбіана і XIII Парний, зробили те саме. Командир сьомого легіону, Марк Антоній Прімус, став головним командиром другої армії Веспасіана.
Не дивлячись на все це, Імператор мав всі підстави для оптимізму. Хоча ситуація була небезпечною, військо Гая Ліцинія Муціана було ще далеко на сході, а реальним супротивником зараз було всього чотири легіони Дунаю, які вторглись в Італію в перші дні вересня; Вітеллій, з іншого боку, мав багато солдат легіонів I Італійського, V Алаудае і XXI Рапакс та великі частини I Германіка, IV Македонського, XV Прімігеніа, XVI Галліка і XXII Прімігеніа, а також кілька одиниць британських легіонів II Аугуста, IX Хіспана і XX Валерія Віктрікс. Крім того, підкріплення прибували, і він вербував новий легіон.
В середині вересня, авангард армії Антонія Пріма вторгся в Італію. Вторгнення Пріма суперечило планам Веспасіана. Коли він дістався до Верони, командувач армії Вітеллія, Ценіна, міг би знищити армію Пріма. Але Ценіна перейшов на інший бік, і дозволив своїм ворогам пройти далі і рухатися на захід. Коли його солдати виявили зраду, вони заарештували його і вибрали нових командирів, Фабія Фабула і Кассія Лонга.

### Друга битва під Кремоною
Битва почалася 24 жовтня, близько 11 години. Опис дається істориком Тацитом хаотично. Але ясно, що армія Вітеллія, яка складалася з легіонів I Італійського і XXI Рапакс, мала несподівано атакувати першою. Проте, після п'яти годин боротьби, вона була відкинута назад в Кремону.
На заході солдати досягли табору Вітеллія, і були здивовані, виявивши два легіони, підготовлених для продовження боротьби. Гірше того, вони виявили, що головна сила Вітеллія на підході після маршу 45 кілометрів в один день.
Отже, прихильники Веспасіана відступили і зайняли позиції на дорозі до Верони. Якби армія Вітеллія зупинилася і провела ніч в Кремоні, відновлюючи сили, вона могла б перемогти наступного дня. Проте, солдати вирішили атакувати вночі.
Вранці настав вирішальний момент. Обидві армії розуміли, що надходить армія Гая Ліцинія Муціана. Прихильники Веспесіана відновили бій, і легіони Вітеллія почали відступати у свій табір до Кремони. Але вони ще не були розбиті: протягом декількох годин, вони захищали табір. Проте, в кінці дня, після битви, яка тривала 30 годин, Прім переміг.

## Смерть
Це була остання поразка Вітеллія. Наступного дня Антоній Прім захопив Рим (20 грудня). Коли Вітеллій почув цю новину, він вирушив до палацу.
На вході війська Веспасіана в Римі витягли його зі схованки.
«І все ж я був колись ваш імператор» — були останні слова Вітеллія. Згідно з Светонієм, його тіло було кинуто в Тибр; Діон Кассій казав, що Вітеллій був обезголовлений і з його головою марширували навколо Риму, його дружина була присутня на похованні. Його брат і син теж були вбиті.